# Blancafort (Francja)
Blancafort – miejscowość i gmina we Francji, w Regionie Centralnym, w departamencie Cher.
Według danych na rok 1990 gminę zamieszkiwało 991 osób, a gęstość zaludnienia wynosiła 15 osób/km² (wśród 1842 gmin Regionu Centralnego Blancafort plasuje się na 399. miejscu pod względem liczby ludności, natomiast pod względem powierzchni na miejscu 29.).